# 高木渉 (野球)
高木 渉（たかぎ わたる、1999年12月6日 - ）は、福岡県朝倉市出身の元プロ野球選手（外野手）。右投左打。

## 経歴

### プロ入り前
朝倉市立福田小学校3年生からソフトボールを始め、朝倉市立南陵中学校では硬式野球の「球道ベースボールクラブ」に所属する。投手として中学時代には130km/h台中盤のストレートを投げ、3年生の時にはフレッシュリーグにおいて全勝優勝を果たす。
真颯館高等学校に進学後は、1年生の春から一塁手として試合に出場し、2年生の春にはエースで4番打者を務める。甲子園出場経験は無いが、2年生の夏の第98回選手権福岡大会では準決勝進出を果たす。しかし秋に右肩を痛め、3年生の春から外野手として出場する。3年生の夏の第99回選手権福岡大会では、短いイニングながら2番手投手として復帰登板し、2回戦の対宗像高校戦において逆転の2ラン本塁打を放つなど活躍するが、京都高校に6対9で敗れ、4回戦敗退となった。
2017年10月26日に行われたプロ野球ドラフト会議にて、埼玉西武ライオンズから育成1位指名を受け、11月17日に契約合意に達し、12月7日に入団発表会見が行われた。背番号は121。

### 西武時代
2018年、二軍公式戦では75試合に出場し、打率.278、6本塁打、24打点を記録する。シーズンオフの11月16日に行われた契約更改交渉の場で、支配下選手への昇格が決まり、200万円アップの年俸500万円（金額は推定）でサインした。それに伴い背番号は73に変更された。
2019年は6月6日に一軍初昇格を果たし、同日の広島東洋カープ戦に代打でデビュー。セカンドゴロに倒れ、その後守備に就く機会はなかった。一軍出場はこの1試合のみであった。
2020年は8月11日に一軍登録されると、同12日の東北楽天ゴールデンイーグルス戦でプロ初の先発出場を果たした。翌日の楽天戦にも先発出場すると2打席目でプロ初安打、4打席目には適時三塁打を放ちプロ初打点を記録した。4試合連続で先発起用され、打率.278と結果を残していたが、右足首痛により同16日に登録抹消となった。9月11日に再昇格すると、翌日の福岡ソフトバンクホークス戦でプロ初本塁打を放った。しかし、再昇格後は22打数2安打と結果を残せず、9月21日に登録を抹消され二軍でシーズンを終えた。12試合の出場で打率.175、2本塁打、5打点であった。
2021年は自身初の春季キャンプA班スタートとなったが、2月11日からB班に合流。そのまま開幕を二軍で迎えるも、3月31日の二軍戦を最後に実戦から離れて一切情報が無かったが、春季キャンプ中に発症した両太腿前の肉離れが再発していることが本人のインスタグラムにて公表された。5月22日に実戦復帰すると、6月25日に一軍に昇格した。
2022年はイースタン・リーグで15本塁打を打ち本塁打王を獲得した．
2024年は3試合の出場で7打数無安打に終わり、10月2日に戦力外通告を受けた。11月4日にくふうハヤテベンチャーズ静岡の入団テスト、11月14日に12球団合同トライアウトを受けたが、12月4日に自身のインスタグラムを更新し、同年限りでの現役引退を発表。

## 選手としての特徴
- 高校通算27本塁打。2021年にはイースタン・リーグで12本塁打を記録した長打力が魅力[19]。
- 高校時代に投手として最速146km/hのストレートを記録した[2]。

## 詳細情報

### 年度別打撃成績
| 年 度     | 球 団     | 試 合 | 打 席 | 打 数 | 得 点 | 安 打 | 二 塁 打 | 三 塁 打 | 本 塁 打 | 塁 打 | 打 点 | 盗 塁 | 盗 塁 死 | 犠 打 | 犠 飛 | 四 球 | 敬 遠 | 死 球 | 三 振 | 併 殺 打 | 打 率 | 出 塁 率 | 長 打 率 | O P S |
| --------- | --------- | ----- | ----- | ----- | ----- | ----- | -------- | -------- | -------- | ----- | ----- | ----- | -------- | ----- | ----- | ----- | ----- | ----- | ----- | -------- | ----- | -------- | -------- | ----- |
| 2019      | 西武      | 1     | 1     | 1     | 0     | 0     | 0        | 0        | 0        | 0     | 0     | 0     | 0        | 0     | 0     | 0     | 0     | 0     | 0     | 0        | .000  | .000     | .000     | .000  |
| 2020      | 西武      | 12    | 40    | 40    | 6     | 7     | 1        | 1        | 2        | 16    | 5     | 0     | 0        | 0     | 0     | 0     | 0     | 0     | 8     | 2        | .175  | .175     | .400     | .575  |
| 2021      | 西武      | 6     | 17    | 15    | 0     | 1     | 1        | 0        | 0        | 2     | 1     | 0     | 0        | 0     | 0     | 2     | 0     | 0     | 7     | 0        | .067  | .176     | .133     | .310  |
| 2022      | 西武      | 13    | 44    | 36    | 0     | 4     | 0        | 0        | 0        | 4     | 1     | 0     | 1        | 3     | 1     | 4     | 0     | 0     | 14    | 0        | .111  | .195     | .111     | .306  |
| 2023      | 西武      | 5     | 19    | 19    | 0     | 3     | 0        | 0        | 0        | 3     | 0     | 0     | 0        | 0     | 0     | 0     | 0     | 0     | 8     | 0        | .158  | .158     | .158     | .316  |
| 2024      | 西武      | 3     | 8     | 7     | 0     | 0     | 0        | 0        | 0        | 0     | 0     | 0     | 0        | 0     | 0     | 0     | 0     | 1     | 0     | 0        | .000  | .125     | .000     | .125  |
| 通算：6年 | 通算：6年 | 40    | 129   | 118   | 6     | 15    | 2        | 1        | 2        | 25    | 7     | 0     | 1        | 3     | 1     | 6     | 0     | 1     | 37    | 2        | .127  | .175     | .212     | .387  |

### 年度別守備成績
| 年 度 | 球 団 | 外野  | 外野  | 外野  | 外野  | 外野  | 外野     |
| 年 度 | 球 団 | 試 合 | 刺 殺 | 補 殺 | 失 策 | 併 殺 | 守 備 率 |
| ----- | ----- | ----- | ----- | ----- | ----- | ----- | -------- |
| 2020  | 西武  | 11    | 23    | 0     | 1     | 0     | .958     |
| 2021  | 西武  | 4     | 5     | 0     | 0     | 0     | 1.000    |
| 2022  | 西武  | 13    | 21    | 1     | 0     | 1     | 1.000    |
| 2023  | 西武  | 5     | 9     | 0     | 0     | 0     | 1.000    |
| 通算  | 通算  | 33    | 58    | 1     | 1     | 1     | .983     |

### 記録
初記録
- 初出場：2019年6月6日、対広島東洋カープ3回戦（メットライフドーム）、7回裏に栗山巧の代打で出場
- 初打席：同上、アドゥワ誠から二塁ゴロ
- 初先発出場：2020年8月12日、対東北楽天ゴールデンイーグルス7回戦（メットライフドーム）、「8番・右翼手」で先発出場
- 初安打：2020年8月13日、対東北楽天ゴールデンイーグルス8回戦（メットライフドーム）、3回裏に松井裕樹から右前安打
- 初打点：同上、7回裏に宋家豪から中越適時三塁打
- 初本塁打：2020年9月12日、対福岡ソフトバンクホークス13回戦（福岡PayPayドーム）、5回表に武田翔太から中越ソロ

### 背番号
- 121（2018年[8]）
- 73（2019年[11] - 2024年）